# Petrobia lycopersici
Petrobia lycopersici är en spindeldjursart som beskrevs av Zaher, Gomaa och El-Enany 1982. Petrobia lycopersici ingår i släktet Petrobia och familjen Tetranychidae. Inga underarter finns listade i Catalogue of Life.